# 수북정
수북정(水北亭)은 대한민국 충청남도 부여군 규암면 규암리, 자온대 위에 건립된 정자이다. 1984년 5월 17일 충청남도 문화재자료 제100호로 지정되었다.

## 개요
백마강의 풍관을 한눈에 볼 수 있는 누각으로 북쪽으로 부산이 보이고 강 건너편으로 부소산의 모습을 볼 수 있다. 남쪽으로는 백마강이 강경 쪽의 바다로 흘러가는 모습을 조망할 수 있어 문인들의 회합 때에 자주 이용되었다.
이 정자는 조선 광해군때 양주목사를 지낸 김흥국(1557-1623)이 벼슬을 버리고 은거할 때 건립한 정자로, 그의 호를 따서 수북정이라 하였다. 백마강변의 약간 솟은 언덕에 위치하고 있어 주변 경관이 트여있다. 바닥은 모두 우물마루로 깔았고 지붕은 겹처마 팔작지붕이다.
기둥배치가 특이한데 외부기둥과 내부기둥을 가로 줄에 맞추지 않았고, 내부는 별도의 평면으로 되어 있는 모습이다. 천정도 가운데 기둥 부분의 서까래를 감춘 우물천정이고, 주변은 서가래가 노출된 연등천정이다.
수북정 아래쪽에 있는 자온대는 백제시대 왕이 왕흥사에 행차할 때 바위가 저절로 따뜻해져서 구들돌이라고 했다는 전설이 있다. 암벽에는 송시열이 《자온대》라고 쓴 친필이 새겨져 있다.
1970년대 백제교가 건설 되기 전까지 수북정 남쪽에 규암 나루터가 있었다. 부여 군민중 향교 유림들의 한시 대회가 열리던 장소 이기도 하다. 백강 즉 청룡강(현재의 백마강)이
남부여를 북서로 감싼 천혜의 요새 역할을 했으므로 물(청룡강)의 북쪽이란 의미 수북정이라 칭하게 되었다. 현재 부여 서부 규암의 백제 대교쪽 남단에 있다.

## 참고 자료
- 수북정 - 국가유산청 국가유산포털
- 《충청남도 지정문화재 해설집》, 충청남도, 2001